# Signal (softver)
Signal je softver otvorenog koda za slanje poruka, glasovnih i video poziva. Funkcija trenutnog slanja poruka uključuje slanje tekstualnih poruka, glasovnih poruka, slika, videa i drugih datoteka.
Aplikacija koristi centraliziranu računalnu arhitekturu i višeplatformski je softver. Razvila ga je neprofitna zaklada Signal Foundation i njezina podružnica Signal Messenger LLC. Softver je besplatan i otvorenog koda. Klijentske aplikacije razvijene za pametne telefone, osobna i prijenosna računala, kao i serverske aplikacije imaju licencu AGPL-3.0-only. Službena aplikacija za Android koristi platformu Google Play, iako je dizajnirana da može raditi i bez nje. Signal se distribuira za operativne sustave iOS, Windows, macOS i Linux.
Signal koristi brojeve mobilnih telefona za registraciju i upravljanje korisničkim računima. Mogućnost korištenja izmjenjivih korisničkih imena dodana je u ožujku 2024. kako bi korisnici mogli svoje telefonske brojeve učiniti nevidljivima drugim korisnikcima i osigurati potpunu anonimnost. Softver uključuje mehanizme pomoću kojih korisnici mogu neovisno verificirati svoje kontakte i integritet kanala za prijenos podataka.
Neprofitnu zakladu Signal Foundation osnovao je u veljači 2018. suosnivač WhatsApp platforme Briana Acton s temeljnim kapitalom od 50 milijuna američkih dolara. Od siječnja 2022. platforma je imala približno 40 milijuna aktivnih korisnika mjesečno. Od svibnja 2021. preuzeta je više od 105 milijuna puta.

## Vanjske poveznice
- Službena web-stranica